# Méry-sur-Seine (tổng)
Tổng Méry-sur-Seine là một tổng của Pháp nằm ở tỉnh Aube trong vùng Grand Est.

## Địa lý
Tổng này được tổ chức xung quanh Méry-sur-Seine ở quận Nogent-sur-Seine. 

## Hành chính
| Giai đoạn | Ủy viên        | Đảng                         | Tư cách        |
| --------- | -------------- | ---------------------------- | -------------- |
| 2008-2014 | Philippe Adnot | Phong trào dân chủ và ôn hòa | Thượng nghị sĩ |
| 2001-2008 | Philippe Adnot | Phong trào dân chủ và ôn hòa | Thượng nghị sĩ |

## Các đơn vị hành chính
Tổng Méry-sur-Seine bao gồm 25 xã với dân số 9 138 người (điều tra năm 1999, dân số không tính trùng).
| Xã                    | Dân số | Mã bưu chính | Mã insee |
| --------------------- | ------ | ------------ | -------- |
| Bessy                 | 122    | 10170        | 10043    |
| Boulages              | 221    | 10380        | 10052    |
| Champfleury           | 125    | 10700        | 10075    |
| Chapelle-Vallon       | 196    | 10700        | 10082    |
| Charny-le-Bachot      | 173    | 10380        | 10086    |
| Châtres               | 579    | 10510        | 10089    |
| Chauchigny            | 254    | 10170        | 10090    |
| Droupt-Saint-Basle    | 290    | 10170        | 10131    |
| Droupt-Sainte-Marie   | 218    | 10170        | 10132    |
| Étrelles-sur-Aube     | 125    | 10170        | 10144    |
| Fontaine-les-Grès     | 905    | 10280        | 10151    |
| Les Grandes-Chapelles | 326    | 10170        | 10166    |
| Longueville-sur-Aube  | 134    | 10170        | 10207    |
| Méry-sur-Seine        | 1 326  | 10170        | 10233    |
| Mesgrigny             | 214    | 10170        | 10234    |
| Plancy-l'Abbaye       | 849    | 10380        | 10289    |
| Prémierfait           | 73     | 10170        | 10305    |
| Rhèges                | 192    | 10170        | 10316    |
| Rilly-Sainte-Syre     | 216    | 10280        | 10320    |
| Saint-Mesmin          | 839    | 10280        | 10353    |
| Saint-Oulph           | 192    | 10170        | 10356    |
| Salon                 | 156    | 10700        | 10365    |
| Savières              | 952    | 10600        | 10368    |
| Vallant-Saint-Georges | 354    | 10170        | 10392    |
| Viâpres-le-Petit      | 107    | 10380        | 10408    |

## Thông tin nhân khẩu
| 1962                                                     | 1968  | 1975  | 1982  | 1990  | 1999  |
| -------------------------------------------------------- | ----- | ----- | ----- | ----- | ----- |
| 8 223                                                    | 8 617 | 8 281 | 8 919 | 9 262 | 9 138 |
| Nombre retenu à partir de 1962 : dân số không tính trùng |       |       |       |       |       |